# Шлірен
Шлірен (нім. Schlieren) — місто  в Швейцарії в кантоні Цюрих, округ Дітікон.

## Географія
Місто розташоване на відстані близько 95 км на північний схід від Берна, 8 км на захід від Цюриха.
Шлірен має площу 6,6 км², з яких на 51,5% дозволяється будівництво (житлове та будівництво доріг), 17,7% використовуються в сільськогосподарських цілях, 29,2% зайнято лісами, 1,5% не є продуктивними (річки, льодовики або гори).

## Демографія
2019 року в місті мешкало 18 791 особа (+16,3% порівняно з 2010 роком), іноземців було 46,1%. Густота населення становила 2851 осіб/км².
За віковим діапазоном населення розподілялося таким чином: 19% — особи молодші 20 років, 67,4% — особи у віці 20—64 років, 13,7% — особи у віці 65 років та старші. Було 8163 помешкань (у середньому 2,3 особи в помешканні).
Із загальної кількості 18 945 працюючих 24 було зайнятих в первинному секторі, 2869 — в обробній промисловості, 16 052 — в галузі послуг.